# Parres
Parres é um concelho (município) da Espanha na província e Principado das Astúrias. Tem 126,08 km² de área e em 2019 tinha 5 336 habitantes (densidade: 42,3 hab./km²).

## Demografia
| Variação demográfica do município entre 1991 e 2005 | Variação demográfica do município entre 1991 e 2005 | Variação demográfica do município entre 1991 e 2005 | Variação demográfica do município entre 1991 e 2005 |
| --------------------------------------------------- | --------------------------------------------------- | --------------------------------------------------- | --------------------------------------------------- |
| 1991                                                | 1996                                                | 2001                                                | 2004                                                |
|                                                     | 5774                                                | 5574                                                | 5543                                                |